# Thello
Thello SAS mit Sitz in Paris war die Firma von Trenitalia France bis 2021. Es war 2011 das erste Unternehmen, das im Schienenpersonenfernverkehr mit der SNCF in Konkurrenz trat, nachdem der Markt für internationale Fernverkehrsverbindungen in Frankreich ab 2009 liberalisiert worden war.
Das Unternehmen betrieb bis Ende Juni 2021 Expresszüge zwischen Frankreich und Italien; seine Nachtverbindungen wurden COVID-bedingt bereits im März 2020 eingestellt. 
Das Unternehmen startete unter der Marke Trenitalia France im Dezember 2021 mit einer Verbindung zwischen Italien und Frankreich mit dem Hochgeschwindigkeitszug Frecciarossa 1000.

## Geschichte

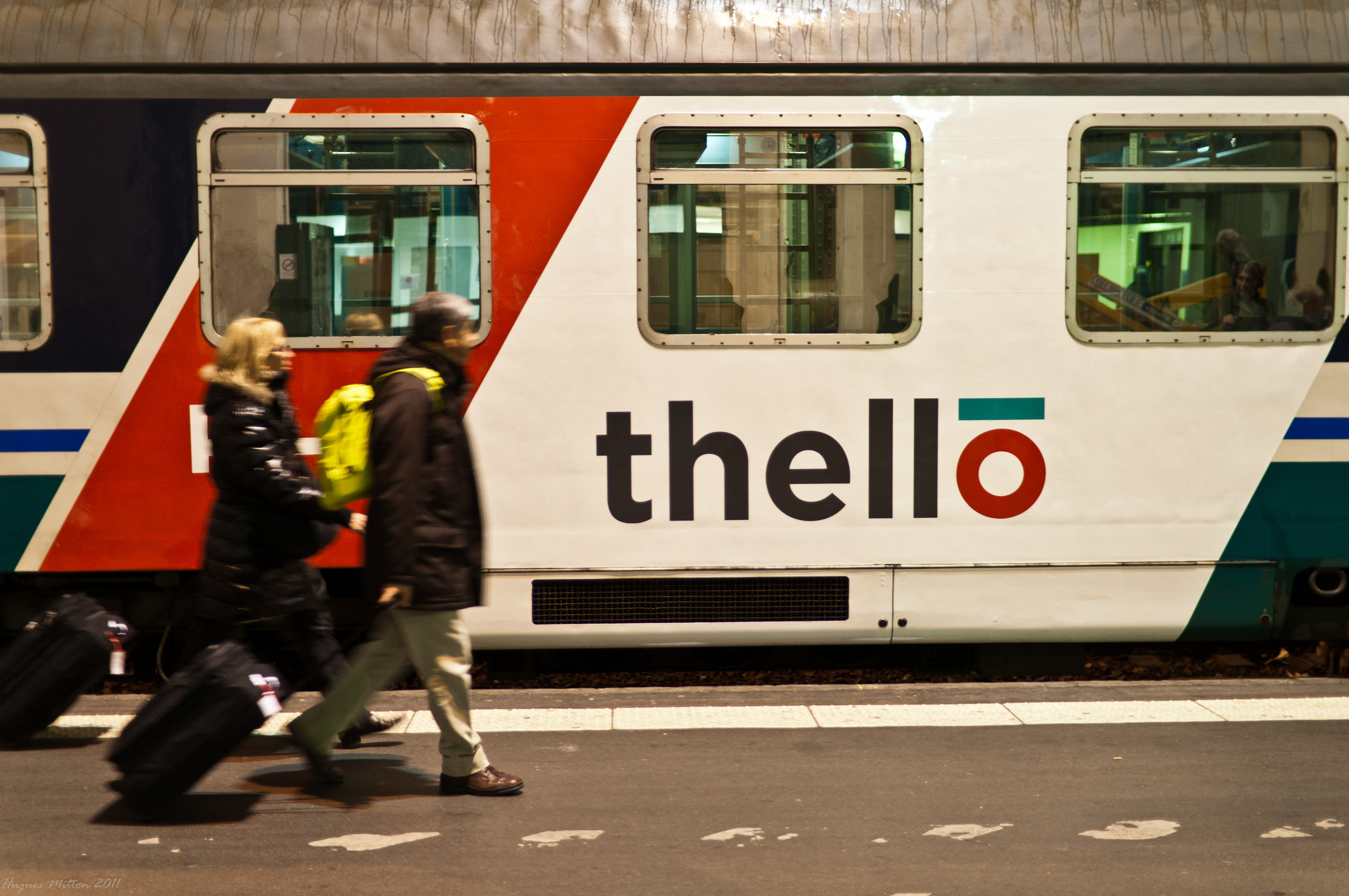
Erster Thello-Zug im Bahnhof Paris Gare de Lyon, am 11. Dezember 2011.

Bis Dezember 2011 bestand eine Zusammenarbeit zwischen SNCF und Trenitalia, die gemeinschaftlich Artesia-Züge zwischen Paris und Italien betrieben; nachdem sich die SNCF bei dem italienischen Konkurrenten Nuovo Trasporto Viaggiatori beteiligt hatte, beendete Trenitalia die Zusammenarbeit und beteiligte sich mehrheitlich bei Thello, die zuvor als eine französische vereinfachte Aktiengesellschaft („Société par actions simplifiée“) durch Veolia Transdev gegründet worden war. Es entfielen anfänglich zwei Drittel der Anteile auf Trenitalia und ein Drittel auf Veolia Transdev.
Nachtzüge von Thello verkehrten seit Dezember 2011 täglich auf der Strecke zwischen  Paris Gare de Lyon und Venedig -Santa Lucia mit Zwischenhalten in Dijon-Ville, Mailand-Centrale, Brescia, Verona, Vicenza und Padua und Venedig-Mestre. Kabotage, die Beförderung nationaler Fahrgäste auf einem Teilabschnitt der internationalen Fahrt, wurden damals von der Autorité de régulation des activités ferroviaires (ARAF), der Behörde, die den freien Wettbewerb im französischen Schienennetz reguliert, nicht gestattet; Fahrkarten Paris–Dijon/Dijon–Paris wurden von Thello daher nicht angeboten. 2012 erzielte Thello einen Umsatz von 30 Millionen Euro.
Im Dezember 2012 nahm Thello eine zweite Nachtverbindung zwischen Frankreich und Italien mit Paris-Gare de Lyon – Roma-Termini mit Zwischenhalten in Dijon, Bologna und Florenz in sein Angebot auf, die jedoch nach nur einem Betriebsjahr zum Dezember 2013 eingestellt wurde. Als Grund wurden insbesondere Schwierigkeiten angegeben, Fahrplantrassen zu erhalten, die attraktive Reisezeiten ermöglichen. Im Oktober 2013 bekräftigte Thello allerdings seinen Wunsch, ab 2014 Tageszugverbindungen zwischen Marseille und Mailand mit Zwischenhalten in Nizza und Genua anzubieten. In einer Entscheidung vom 9. Juli 2013 hatte die ARAF bestätigt, dass die geplante Verbindung mit den in Frankreich für wettbewerbliche internationale Schienenverkehrsangebote geltenden Regeln vereinbar sei und keine Konkurrenz zu den von der Region Provence-Alpes-Côte d’Azur mit Steuermitteln subventionierten TER-Regionalzügen darstelle.
Seit Dezember 2014 bot Thello ein Zugpaar zwischen Marseille und Mailand als Tagesverbindung an, die seit April 2015 um zwei weitere Zugpaare im Abschnitt zwischen Nizza und Mailand verdichtet wurde. Die Nachtzugverbindung, die über die Schweiz geführt wurde, hatte aufgrund von Grenzkontrollen mit chronischen Verspätungen zu kämpfen.
Seit Anfang 2013 verfügt das Unternehmen über das für den Verkehr auf dem belgischen Eisenbahnnetz notwendige Sicherheitszertifikat. Thello hatte angekündigt, ab 2014 in direkter Konkurrenz zu Thalys auf der Verbindung Paris–Brüssel auftreten zu wollen. Diese Pläne hatten sich allerdings nicht konkretisiert.
Im September 2016 übernahm Trenitalia den Anteil von Transdev und führte das Unternehmen seither alleine.
Bedingt durch die COVID-19-Pandemie stellte Thello seine beiden Linien ab März 2020 ein. Ab Juni 2020 wurde die Linie Nizza – Mailand zunächst mit zwei Zugpaaren wieder eröffnet. Der Verkehr zwischen Marseille und Nizza sollte zu einem späteren Zeitpunkt wieder aufgenommen werden. Jedoch erfolgte Anfang Juli 2021 die endgültige Einstellung sowohl der Tages- als auch der Nachtzugverbindungen. Im Oktober 2021 gab Trenitalia bekannt, dass zukünftige Zugverbindungen in und nach Frankreich unter der Marke Trenitalia und mit Hochgeschwindigkeitszügen Frecciarossa 1000 durchgeführt werden sollten. Am 18. Dezember 2021 startete Trenitalia France den Verkehr auf der Verbindung Paris – Lyon – Turin – Mailand.

## Ehemalige Linien
| Strecke | Betriebszeit | Verbindungen pro Tag |
| --- | --- | --- |

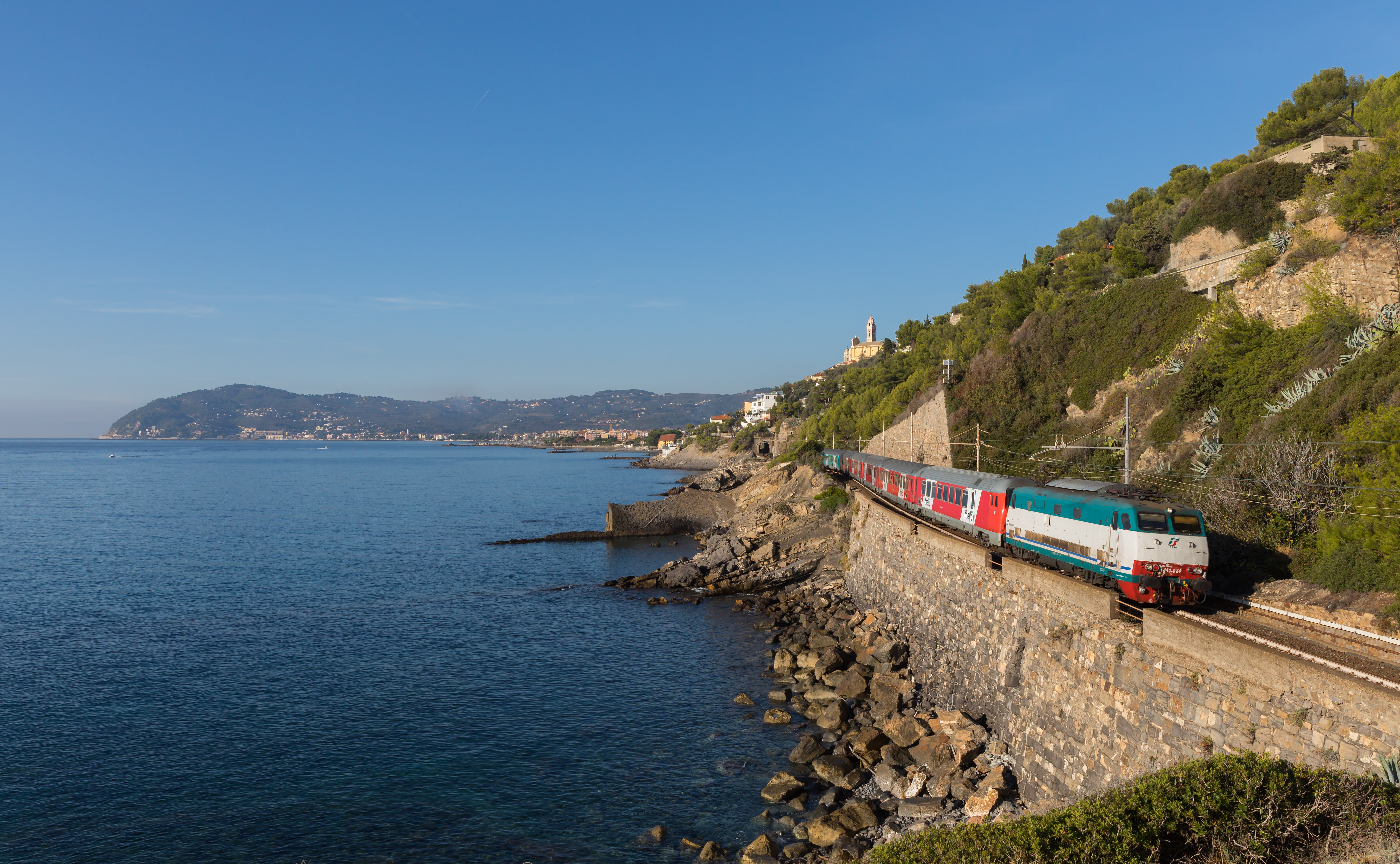
Thello EuroCity an der Italienischen Riviera

| (Marseille-Saint-Charles ↔) Nice-Ville ↔ Milano-Centrale mit Halt in Toulon, Cannes, Nizza, Monaco, Sanremo und Genua                 | 14. Dezember 2014 – 30. Juni 2021 | 1 Zugpaar ab Marseille (COVID-bedingt eingestellt) 3 Zugpaare ab Nizza (COVID-bedingt vorübergehend eingestellt, vom 4. Juni 2020 bis 30. Juni 2021 zwei Zugpaare) EuroCity |
| Paris-Gare de Lyon ↔ Roma Termini mit Halt in Dijon, Lausanne, Brig, Domodossola, Piacenza, Parma, Bologna und Firenze Campo di Marte | 9. Dezember 2012 – Dezember 2013 | 1 Zugpaar EuroNight 206/207 |
| Paris-Gare de Lyon ↔ Venezia-Santa Lucia mit Halt in Dijon, Mailand, Brescia, Verona, Vicenza und Padua                               | 11. Dezember 2011 – 10. März 2020 (Verkehr im Rahmen der COVID-19-Pandemie ab März 2020 ausgesetzt und zum 30. Juni 2021 eingestellt.) | 1 Zugpaar EuroNight 220/221 |

## Wagenmaterial
Thello verfügte zunächst für die Verbindung Paris–Venedig über zwei Züge, die aus geliehenen Reisezugwagen von Trenitalia und Lokomotiven von Akiem, der SBB in der Schweiz und Trenitalia in Italien zusammengesetzt waren. Das Gastronomieangebot wurde von LSG Sky Chefs betrieben.